# Henry M. Morris
Henry Madison Morris (6 de outubro de 1918 - 25 de fevereiro de 2006) foi um criacionista da Terra Jovem, apologético cristão e engenheiro estadunidense. Foi um dos fundadores da Creation Research Society e do Institute for Creation Research, sendo considerado por muitos como "o pai da moderna ciência da criação". É conhecido por ser co-autor do livro The Genesis Flood com John C. Whitcomb em 1961.
Uma vez que Morris acreditava no literalismo e na inerrância bíblica, opunha-se às escalas de tempo de bilhões de anos envolvidos no processo da evolução, a idade da Terra e a idade do Universo por entender que estavam em contradição com suas convicções. A influente abordagem de Morris, embora amplamente adotada pelo movimento criacionista moderno, continua a ser rejeitada pela comunidade científica dominante, bem como pelos criacionistas da Terra Antiga e pelos evolucionistas teístas.